# Scuderia Eugenio Castellotti
Scuderia Eugenio Castellotti var ett privat italienskt racingstall, uppkallat efter den förolyckade racerföraren Eugenio Castellotti. Stallet deltog i fyra formel 1-lopp under säsongen 1960 med bilar från Cooper. Motorn hämtades från Ferrari 553 Squalo.

## F1-säsonger
| Säsong | Tävlingsnamn                 | Bil        | Motor              | Poäng | Förare 1     | Övriga förare                     |
| ------ | ---------------------------- | ---------- | ------------------ | ----- | ------------ | --------------------------------- |
| 1960   | Scuderia Eugenio Castellotti | Cooper T51 | Castellotti 2.5 L4 | 0     | Gino Munaron | Giorgio Scarlatti Giulio Cabianca |